# Feira de Negócios da Região Centro-Sul
A Feira de Negócios da Região Centro-Sul, também conhecida por Fenercsul, é uma feira de negócios e venda de produtos regionais e nacionais que ocorre na cidade de Iguatu (Ceará). O evento é promovido pelo Sebrae, no Palácio da Microempresa, nesta cidade, e reúne expositores locais e de outras regiões. O Sul do Ceará é dividido em Região Centro-Sul e Cariri, desta forma cidades dessas regiões são consideravelmente bem representadas na FENERCSUL. Em 2011 será realizada a XXV edição da FENERCSUL.